# Campionati nazionali di ciclismo su strada 2006
La maggior parte dei campionati nazionali di ciclismo su strada 2006 si sono tenuti nel mese di giugno, tranne alcune eccezioni come in Australia (gennaio) e negli Stati Uniti (settembre).

## Maglie
Il vincitore di ogni campionato nazionale veste la maglia nazionale in tutte le competizioni nell'anno successivo nella rispettiva disciplina, tranne che durante i campionati del mondo. Le maglie tendono a rappresentare le bandiere delle nazioni o usano i relativi colori nazionali.

## Campioni
| Paese               | Campione Elite           | Campione Elite        | Campionessa Elite         | Campionessa Elite           | Campione Under-23      | Campione Under-23      |
| Paese               | In linea                 | Cronometro            | In linea                  | Cronometro                  | In linea               | Cronometro             |
| ------------------- | ------------------------ | --------------------- | ------------------------- | --------------------------- | ---------------------- | ---------------------- |
| Angola              | Walter da Silva          | Igor Alberto Silva    | non disputato             | non disputato               |                        |                        |
| Argentina           | Armando Borrajo          | Matías Médici         | Valeria Pintos            | Jésica Compiano             | Javier Alejandro Salas | Federico Pagani        |
| Australia           | Russell Van Hout         | Nathan O'Neill        | Katherine Bates           | Kathryn Watt                | William Walker         | Shaun Higgerson        |
| Austria             | Bernhard Kohl            | Peter Luttenberger    | Christiane Soeder         | Christiane Soeder           | Matthias Schröger      | Stefan Denifl          |
| Belgio              | Niko Eeckhout            | Leif Hoste            | Veronique Belleter        | An Van Rie                  | Greg Van Avermaet      | Dominique Cornu        |
| Bielorussia         | Aljaksandr Kučynski      | Vasil' Kiryenka       | Alena Hecman              | Taccjana Šarakova           | Sjarhej Daubniuk       | Branislaŭ Samojlaŭ     |
| Brasile             | Soelito Gohr             | Pedro Nicacio         | Erika Gramiscelli         | Debora Gerhard              |                        |                        |
| Bulgaria            | Ivajlo Gabrovski         | Ivajlo Gabrovski      | non disputato             | Stefan Kushlev              | Stefan Kushlev         |                        |
| Burkina Faso        | Rabaki Jeremie Ouedraogo | non disputato         | non disputato             | non disputato               |                        |                        |
| Canada              | Dominique Rollin         | Svein Tuft            | Alex Wrubleski            | Alex Wrubleski              | David Veilleux         | David Veilleux         |
| Cina                | Song Baoqing             | Song Baoqing          | Li Meifang                | Li Meifang                  | non disputato          |                        |
| Colombia            | Alejandro Cortés         | Libardo Niño          | Magdaly Trujillo          | Monica Mendez Valle         | Jaime Castaneda        | Fabio Duarte           |
| Costa d'Avorio      | Abdoulaye Traoré         | Issiaka Fofana        |                           |                             |                        |                        |
| Costa Rica          | Henry Raabe              | Henry Raabe           | Alejandra Carvajal        | Roxana Alvarado             | Guillermo González     | Pablo César Montoya    |
| Croazia             | Hrvoje Miholjević        | Matija Kvasina        | non disputato             | Tomislav Dančulović         | Emanuel Kišerlovski    |                        |
| Cuba                | Arnold Alcolea           | Arnold Alcolea        | Yeilien Fernandez         | Yuliet Rodriguez            |                        |                        |
| Danimarca           | Allan Johansen           | Brian Vandborg        | Linda Villumsen           | Linda Villumsen             | Kasper Jebjerg         | Alex Rasmussen         |
| El Salvador         | Carlos Enrique Avalos    | Geovany Guervara      | Evelyn García             | Evelyn García               | Christian Poritlo      | Mario Contreras        |
| Emirati Arabi Uniti | Shambih Khaled Ali       | Alsabbagh Humaid      |                           |                             |                        |                        |
| Estonia             | Erki Pütsep              | Jaan Kirsipuu         | Grete Treier              | Grete Treier                | Andrei Mustonen        | Rein Taaramäe          |
| Finlandia           | Jussi Veikkanen          | Matti Helminen        | Maija Laurila             | Paula Suominen              |                        |                        |
| Francia             | Florent Brard            | Sylvain Chavanel      | Jeannie Longo-Ciprelli    | Jeannie Longo-Ciprelli      | Florian Morizot        | Jérôme Coppel          |
| Germania            | Dirk Müller              | Sebastian Lang        | Claudia Häusler           | Charlotte Becker            | Dominik Roels          | Tony Martin            |
| Giappone            | Fumiyuki Beppu           | Fumiyuki Beppu        | Miho Oki                  | Miho Oki                    | Yukiya Arashiro        | Takeshi Ikeda          |
| Gran Bretagna       | Hamish Haynes            | Jason MacIntyre       | Nicole Cooke              | Rebecca Romero              | Peter Bissell          | Daniel Davies          |
| Grecia              | Ioannis Tamouridis       | Elpidoros Potouridis  | Anastasia Pastourmatzi    | Elisabet Chantzi            |                        | Christos Delidimitriou |
| Honduras            | Armando Orellana         | Armando Orellana      |                           |                             |                        |                        |
| Hong Kong           | Zhang Jingwei            | Zhang Jingwei         |                           |                             |                        |                        |
| Iran                | Ahad Kazemi Sarai        | Ghader Mizbani        |                           |                             |                        |                        |
| Irlanda             | David McCann             | David O'Loughlin      | Siobhan Dervan            | Louise Moriaty              | Paidi O'Brien          | Ryan Connor            |
| Israele             | Dor Dviri                | Gali Ronen            | Inbar Ronen               | Shani Bloch                 |                        |                        |
| Italia              | Paolo Bettini            | Marzio Bruseghin      | Fabiana Luperini          | Silvia Valsecchi            | Francesco Gavazzi      | Alan Marangoni         |
| Kazakistan          | Andrej Kašečkin          | Maksim Iglinskij      | Zul'fija Zabirova         | Zul'fija Zabirova           | Roman Kireev           | Dmitrij Gruzdev        |
| Lettonia            | Aleksejs Saramotins      | Raivis Belohvoščiks   | non disputato             | Gatis Smukulis              | Gatis Smukulis         |                        |
| Libano              |                          |                       | Lina Rahme                | Lina Rahme                  |                        |                        |
| Lituania            | Dainius Kairelis         | Ignatas Konovalovas   | Diana Žiliūtė             | Edita Pučinskaitė           |                        |                        |
| Lussemburgo         | Kim Kirchen              | Christian Poos        | Isabelle Hoffman          | Anne-Marie Schmitt          | Ben Gastaeur           | Nick Clesen            |
| Marocco             | Abdelatif Saadoune       |                       |                           |                             |                        |                        |
| Messico             | Juan José de la Rosa     | Fausto Esparza        | Giuseppina Grassi Herrera | Giuseppina Grassi Herrera   | Luis Pulido Naranjo    | Omar Cervantes Díaz    |
| Mongolia            | Jamsran Ulzii-Orshikh    | Jamsran Ulzii-Orshikh | Jamsran Ulzii-Solongo     | Jamsran Ulzii-Solongo       |                        |                        |
| Norvegia            | Lars Petter Nordhaug     | Kurt-Asle Arvesen     | Linn Torp                 | Anny Hauglid                | Anders Iversby         |                        |
| Nuova Zelanda       | Hayden Roulston          | Marc Ryan             | Catherine Cheatley        | Alison Shanks               | Joseph Cooper          | Clinton Avery          |
| Paesi Bassi         | Michael Boogerd          | Stef Clement          | Marianne Vos              | Loes Gunnewijk              | Kai Reus               | Kai Reus               |
| Polonia             | Mariusz Witecki          | Piotr Mazur           | Maja Włoszczowska         | Maja Włoszczowska           | Michał Gołaś           | Maciej Bodnar          |
| Portogallo          | Bruno Pires              | Helder Miranda        | Isabel Caetano            | Alice Cristina Azevedo      | Vitor Rodrigues        | Tiago Machado          |
| Qatar               | Said Mossa               |                       |                           |                             |                        |                        |
| Repubblica Ceca     | Stanislav Kozubek        | Ondřej Sosenka        | Lada Kozlíková            | Lada Kozlíková              | Pavel Zitta            | Lukáš Sáblík           |
| Romania             | Marian Frunzeanu         | Laszlo Madaras        |                           |                             | Marius Petrache        |                        |
| Russia              | Aleksandr Chatuncev      | Aleksandr Bespalov    | Ol'ga Sljusareva          | Ol'ga Sljusareva            | Evgenij Sokolov        | Maksim Bel'kov         |
| Serbia e Montenegro | Ivan Stević              |                       | Dušica Lekić              |                             |                        |                        |
| Slovacchia          | Maroš Kovác              | Matej Jurčo           | Zuzana Vojtášová          | Zuzana Vojtášová            | Martin Velits          | Peter Velits           |
| Slovenia            | Jure Golčer              | Kristjan Fajt         | non disputato             | Grega Bole                  | Kristijan Koren        |                        |
| Spagna              | non assegnato            | Antonio Tauler        | María Isabel Moreno       | Eneritz Iturriagaechevarría | José David Aguilera    | Javier Chacón          |
| Stati Uniti         | George Hincapie          | David Zabriskie       | Kristin Armstrong         | Kristin Armstrong           | Craig Lewis            | Brent Bookwalter       |
| Sudafrica           | Jacques Fullard          | David George          | Anriette Schoeman         | Cashandra Slingerland       | John-Lee Augustyn      | Hanco Kachelhoffer     |
| Svezia              | Thomas Löfkvist          | Gustav Larsson        | Susanne Ljungskog         | Susanne Ljungskog           |                        |                        |
| Svizzera            | Grégory Rast             | Fabian Cancellara     | Annette Beutler           | Karin Thürig                | Maxime Beney           | Michael Schär          |
| Turchia             | Bilal Akgül              |                       | Esra Kürkçü               |                             |                        |                        |
| Ucraina             | Volodymyr Zahorodnij     | Andriy Hrivko         | Jelizaveta Bočkarjeva     | Iryna Špyljeva              | Vitalij Kondrut        | Oleksandr Surutkovyč   |
| Ungheria            | László Bodrogi           | László Bodrogi        | Monika Kiraly             | Diana Pulsfort              |                        | Akos Haisker           |
| Uzbekistan          | Sergej Lagutin           | Nikolaj Kazakbaev     |                           |                             |                        |                        |
| Venezuela           | Manuel Eduardo Medina    | Tomás Gil             | Maria Briceno             | Naielys Garcia              | Tomas Terecen          | Víctor Moreno          |
| Zimbabwe            | Brian Zengeni            |                       |                           |                             |                        |                        |

Nota: In alcuni casi il campione Under-23 è il miglior classificato di età inferiore a 23 anni nella prova maschile Open.